# Boncourt (Meurthe-et-Moselle)
Boncourt település Franciaországban, Meurthe-et-Moselle megyében. Lakosainak száma 176 fő (2022. január 1.). Boncourt Abbéville-lès-Conflans, Conflans-en-Jarnisy, Friauville, Jeandelize, Puxe és Thumeréville községekkel határos.

## Népesség
A település népességének változása:
| Lakosok száma | 188  | 136  | 194  | 188  | 190  | 191  | 174  | 172  | 169  | 176  |
|               | 1968 | 1982 | 1999 | 2006 | 2011 | 2015 | 2017 | 2018 | 2020 | 2022 |